# Richia larga
Richia larga är en fjärilsart som beskrevs av Smith 1908. Richia larga ingår i släktet Richia och familjen nattflyn. Inga underarter finns listade.